# Physocypria pustulosa
Physocypria pustulosa is een mosselkreeftjessoort uit de familie van de Candonidae. De wetenschappelijke naam van de soort is voor het eerst geldig gepubliceerd in 1897 door Sharpe.